# Mastacembelus reygeli
Mastacembelus reygeli és una espècie de peix pertanyent a la família dels mastacembèlids.

## Descripció
- Fa 25,4 cm de llargària màxima.
- 34-38 espines i 54-70 radis tous a l'aleta dorsal.
- 3 espines i 56-71 radis tous a l'anal.
- Nombre de vèrtebres: 78-83.[4]

## Hàbitat
És un peix d'aigua dolça, bentopelàgic i de clima tropical que viu entre 0-10 m de fondària.

## Distribució geogràfica
Es troba a Àfrica: és un endemisme del llac Tanganyika des de Kalmie (República Democràtica del Congo) fins a l'àrea de Kigoma (Tanzània).

## Observacions
És inofensiu per als humans.